# Moulin de Portieux
Le moulin de Portieux est situé à proximité de la Moselle sur le territoire de la commune de Portieux, dans le département des Vosges, en région Grand Est.

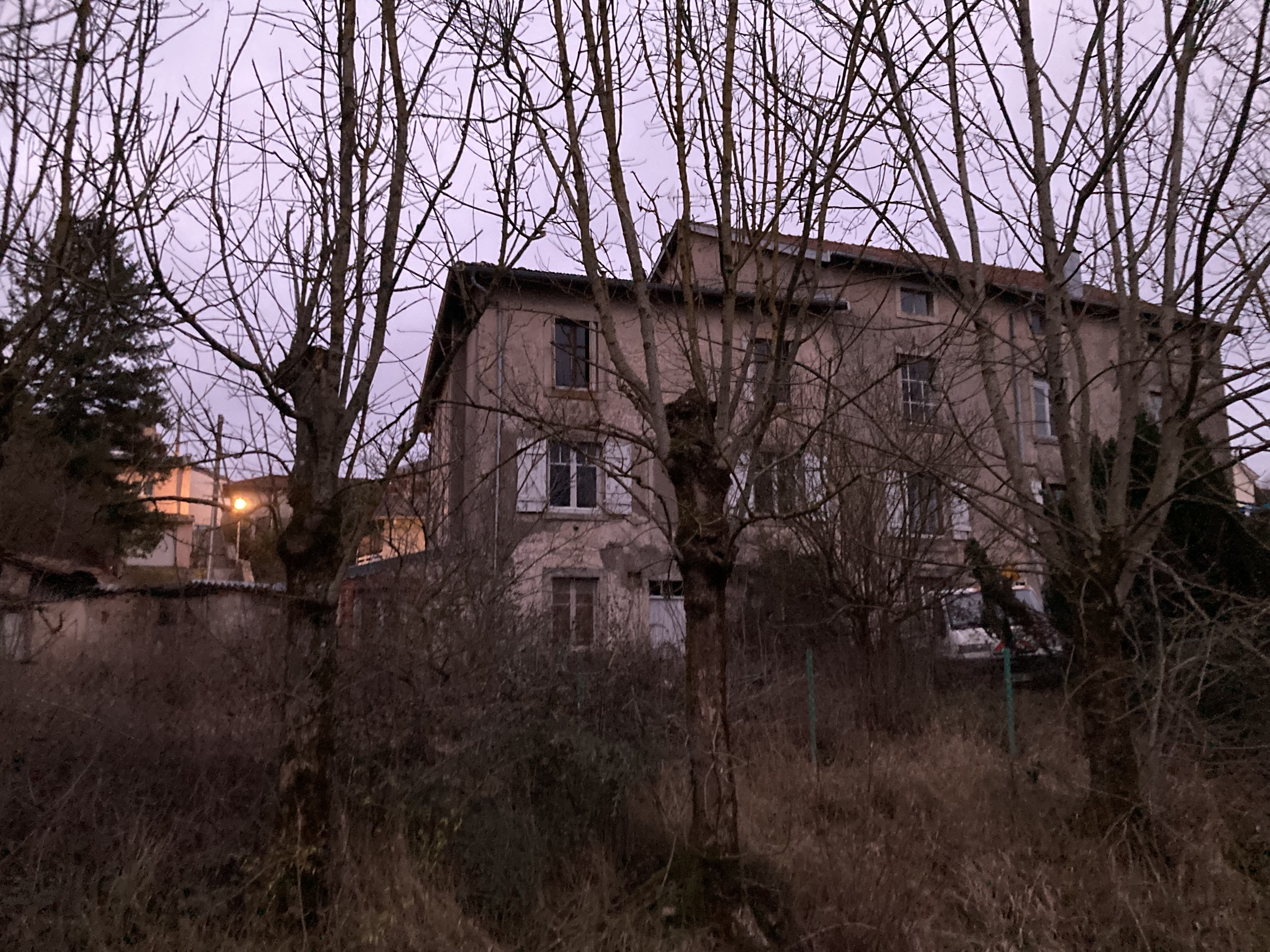
Photo du Moulin de Portieux

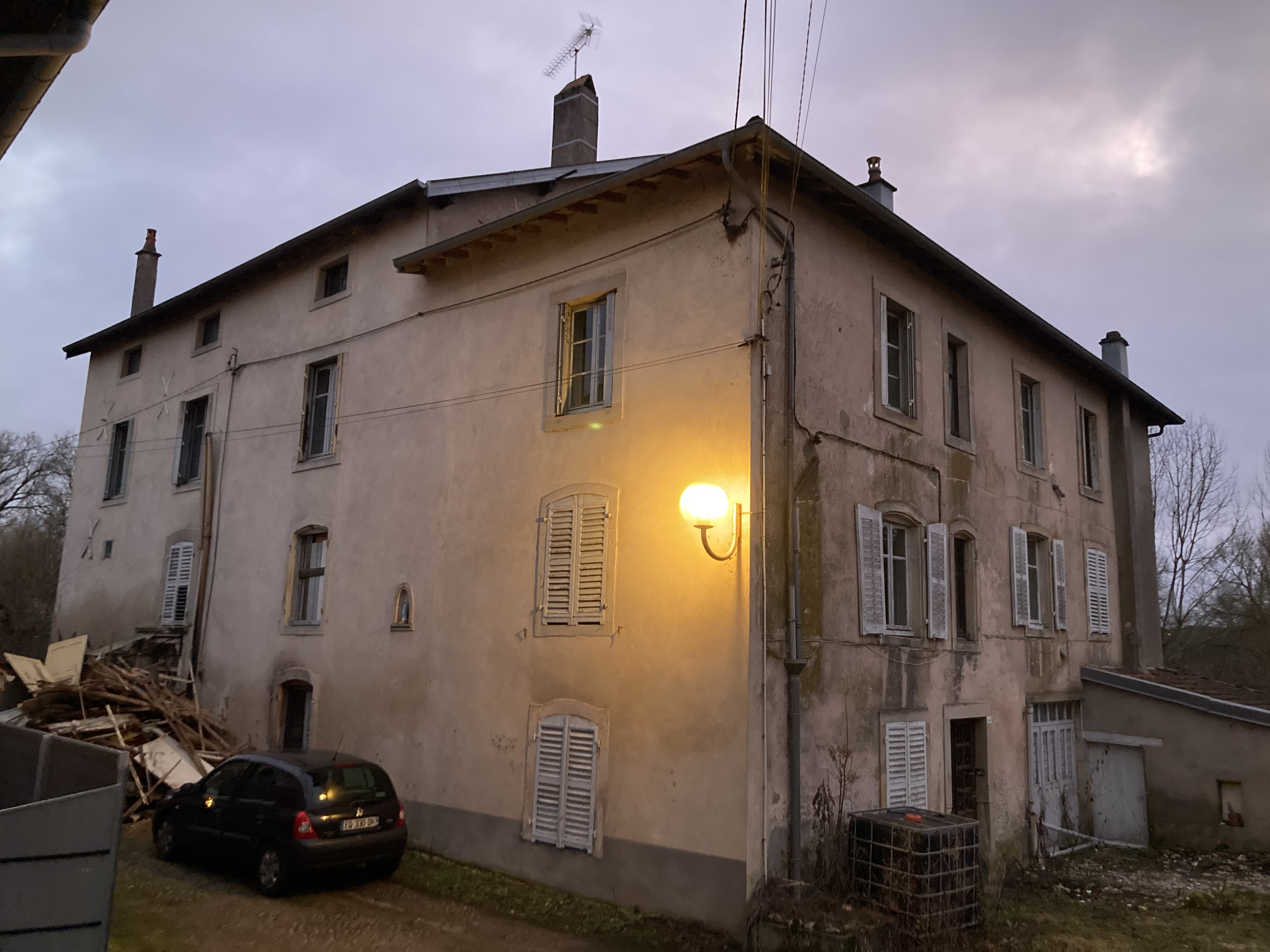
Moulin de Portieux début 1900

## Histoire
« Une des plus anciennes maisons de Portieux, dans les Vosges, est certainement le Moulin, situé anciennement au 40 rue du Moulin mais maintenant c'est rue Lucien Perrin en hommage aux fusillés de Portieux. Depuis des siècles, il appartenait aux Moines de Belval, qui le louait à un meunier. Il moulait le blé des habitants et leur fournissait la farine avec laquelle chaque famille, avant qu'il y ait des boulangeries, cuisait son pain dans son four, car d'après les vestiges des vieilles maisons, il semble bien que chacune avait son four familial. »

On retrouve les traces de cette bâtisse dès le XIIe siècle, elle fut donnée par le comte Gérard Ier de Vaudémont aux religieux du prieuré de Belval en 1134 parmi de nombreuses autres propriétés. Mais le moulin fait partie des biens de Belval aliénés de 1320 à 1380 en faveur de Maheu Waldiffer et de son frère Richard, chevaliers de Châtel. La raison de ces spoliations est inconnue, mais on peut supposer un problème économique[réf. nécessaire]. 
Puis au XVIIIe siècle, les religieux de Belval ont des difficultés pour entretenir et réparer le Moulin dû à une crue importante de la Moselle. Il fut inutilisable, les habitants sont alors forcés à faire don de nombreux terrains en 1741 pour l'édification d'un nouveau canal d'alimentation pour le moulin. Mais ils s'en sortent aisément, en adressant le coût des réparations au meunier,.
Pendant la période de la révolution française, l'église du village de Portieux est fermée au culte mais le meunier Jean Népomucène Fêtre était très croyant. Il fut dévoué aux différents prêtres de passage en leur offrant de nombreuses cachettes au sein du moulin, pour y dire la messe et les baptêmes. Ainsi Jean Népomucène Fêtre et sa femme servirent de parrain et de marraine.
Après la révolution, le moulin fut acheté par la famille Janot, mais vers 1890, il fut vendu à la famille Lembach, qui le transforma en fabrique de verres de montres et de pendules. Une des seules qui existaient en France (la seconde était située à Lunéville).
Pendant 40 ans, ce fut une industrie florissante, qui occupa jusqu'à 30 ouvriers à Portieux, hommes et femmes.

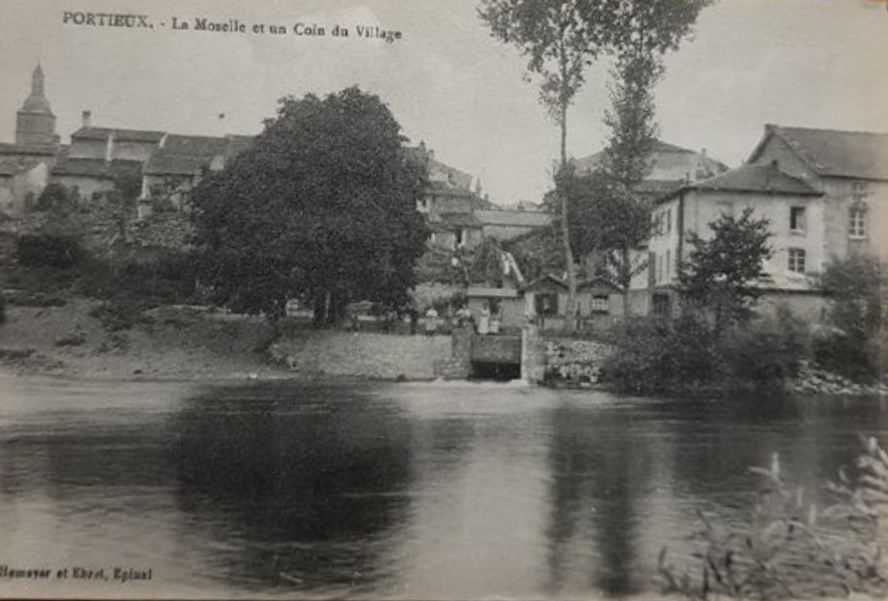
Moulin de Portieux début 1900
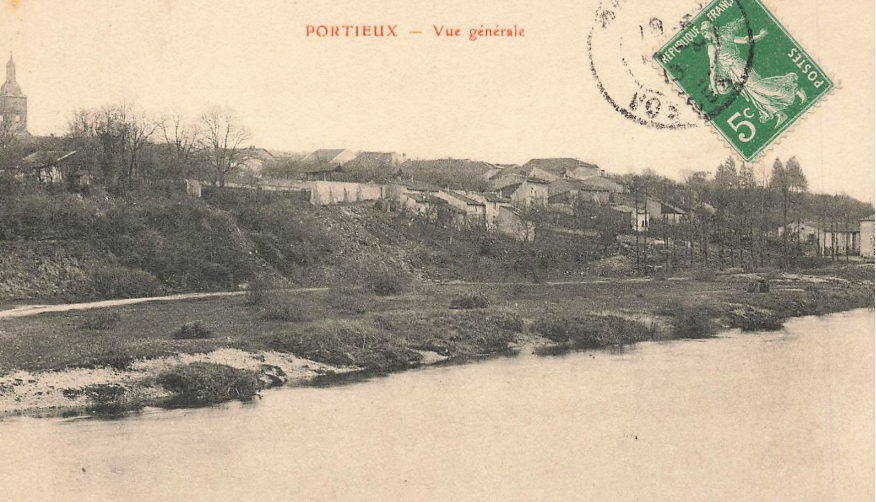
Vue vers le moulin
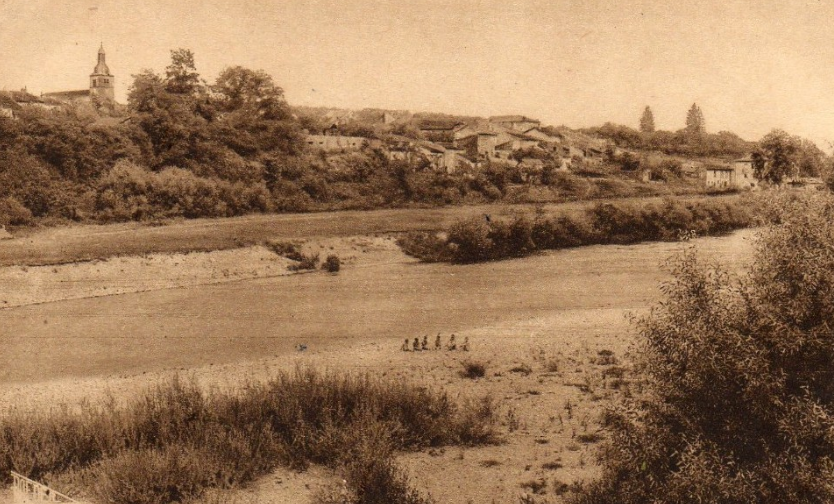
Moulin de Portieux début 1900
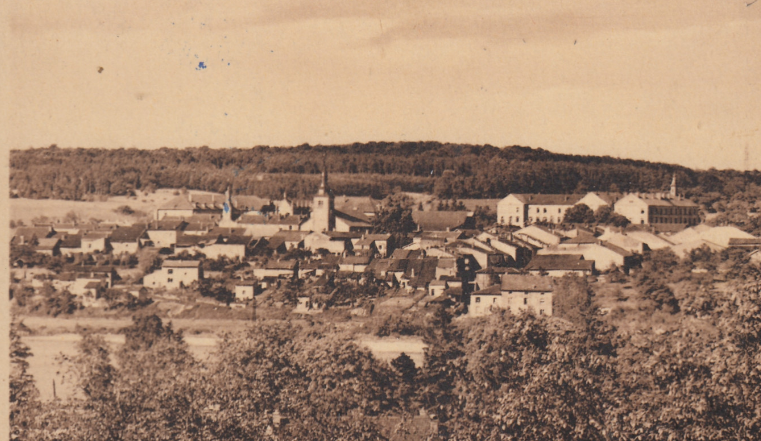
Moulin de Portieux début 1900

En 1934, la fabrique dut fermer ses portes, et devint, par la suite un atelier de menuiserie, où fut réalisé de nombreux objets tel que des cercueils, des meubles...
.